# Jardin des sens (Saint-Martin-de-Seignanx)
Le jardin des sens ou jardin des cinq sens est un espace vert qui se définit comme un lieu d’éveil à la protection et à la connaissance de la nature, qui se situe à Saint-Martin-de-Seignanx, dans les Landes.
Il est administré par le Centre permanent d'initiatives pour l'environnement (CPIE) du Seignanx et Adour.

## Présentation
La visite du jardin s'effectue en suivant un sentier qui permet de découvrir successivement cinq massifs végétaux, respectivement relatif à un des cinq sens.